# Església parroquial de Sant Vicenç de Castellolí
L'Església parroquial de Sant Vicenç de Castellolí és una obra amb elements historicistes de Castellolí (Anoia) inclosa a l'Inventari del Patrimoni Arquitectònic de Catalunya.

## Descripció
L'església presenta planta rectangular, presidida per un porxo. Compta amb una sola nau i absis. Els murs estan realitzats amb maons i el sostre amb teules, coberta a dues vessants. És la tercera església parroquial de Castellolí. Pertany a l'estil neoromànic.

## Història
Es bastí a partir de 1940.